# Polik-mana Mons
Il Polik-mana Mons è una struttura geologica della superficie di Venere.